# Ansjovisfiskar
Ansjovisfiskar (Engraulidae) är en familj sillartade fiskar som bland annat omfattar ansjovisen. De är benfiskar som är släkt med sillen och förekommer längs östra Atlantkusten, från södra Norge till Angola, samt i Medelhavet och Svarta havet. 
Saltade och inlagda i olja säljs de i konserv som sardell.